# Giglachseen
Die Giglachseen, bestehend aus Oberem und Unterem Giglachsee, sind zwei Bergseen in den Niederen Tauern im österreichischen Bundesland Steiermark. Sie bilden das Herzstück der westlichen Schladminger Tauern und gelten als beliebtes Wanderziel.

## Lage und Umgebung

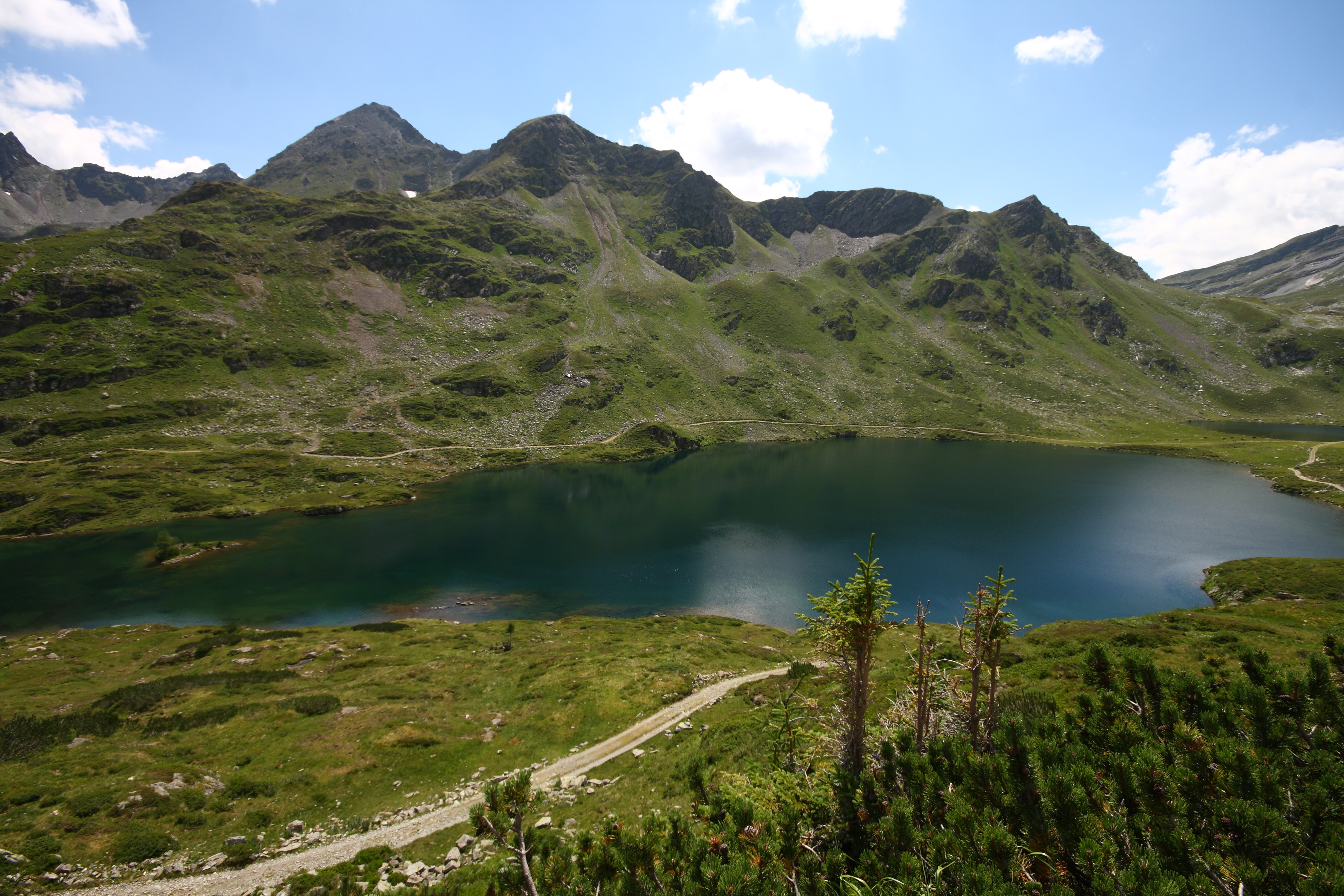
Unterer Giglachsee von Norden

Die Giglachseen liegen im Gemeindegebiet von Schladming, eingebettet im gleichnamigen Tal zwischen Schiedeckkamm im Norden und Tauernhauptkamm im Süden. Angrenzende Gipfel sind Steirische (2459 m) und Lungauer Kalkspitze (2471 m) im Westen, Kampspitze (2390 m) im Norden sowie Znachspitze (2225 m), Hading (2332 m) und Freying (2131 m) im Süden. Der Untere Giglachsee liegt auf 1921 m ü. A. und erstreckt sich bei einer Fläche von rund 16,5 ha gleich einem Fjord über 1 km in südwest-nordöstlicher Richtung. Der Obere Giglachsee ist mit einer Fläche von etwa 3,5 ha deutlich kleiner und liegt auf 1930 m ü. A. unweit des Preuneggsattels.
Im Bereich der Giglachseen liegen zwei Schutzhütten, die vom ÖAV betreute Ignaz-Mattis-Hütte (1986 m) am Nordufer des unteren Sees und die privat geführte Giglachseehütte (1955 m) am Preuneggsattel.

## Geschichte

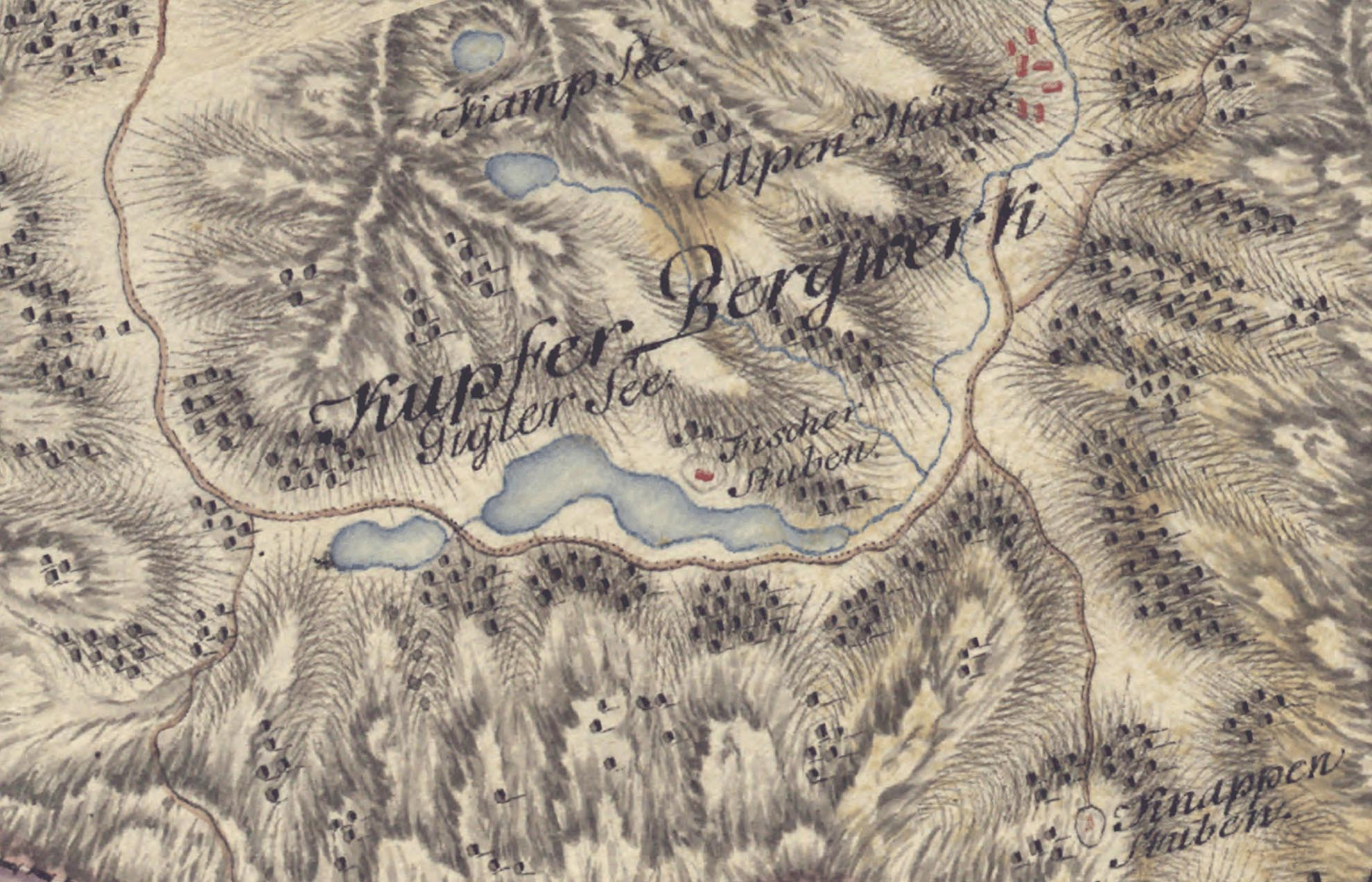
Giglachseen in der Josephinischen Landesaufnahme (1784/85)

Die Landschaft um die Giglachseen wurde in der Vergangenheit vom Bergbau geprägt, wie etwa Werkzeugfunde von Spitzhammer und Hufeisen belegen. Vor allem im südöstlich gelegenen Vetternkar wurde jahrhundertelang nach Silber, Kobalt und anderen Rohstoffen geschürft.

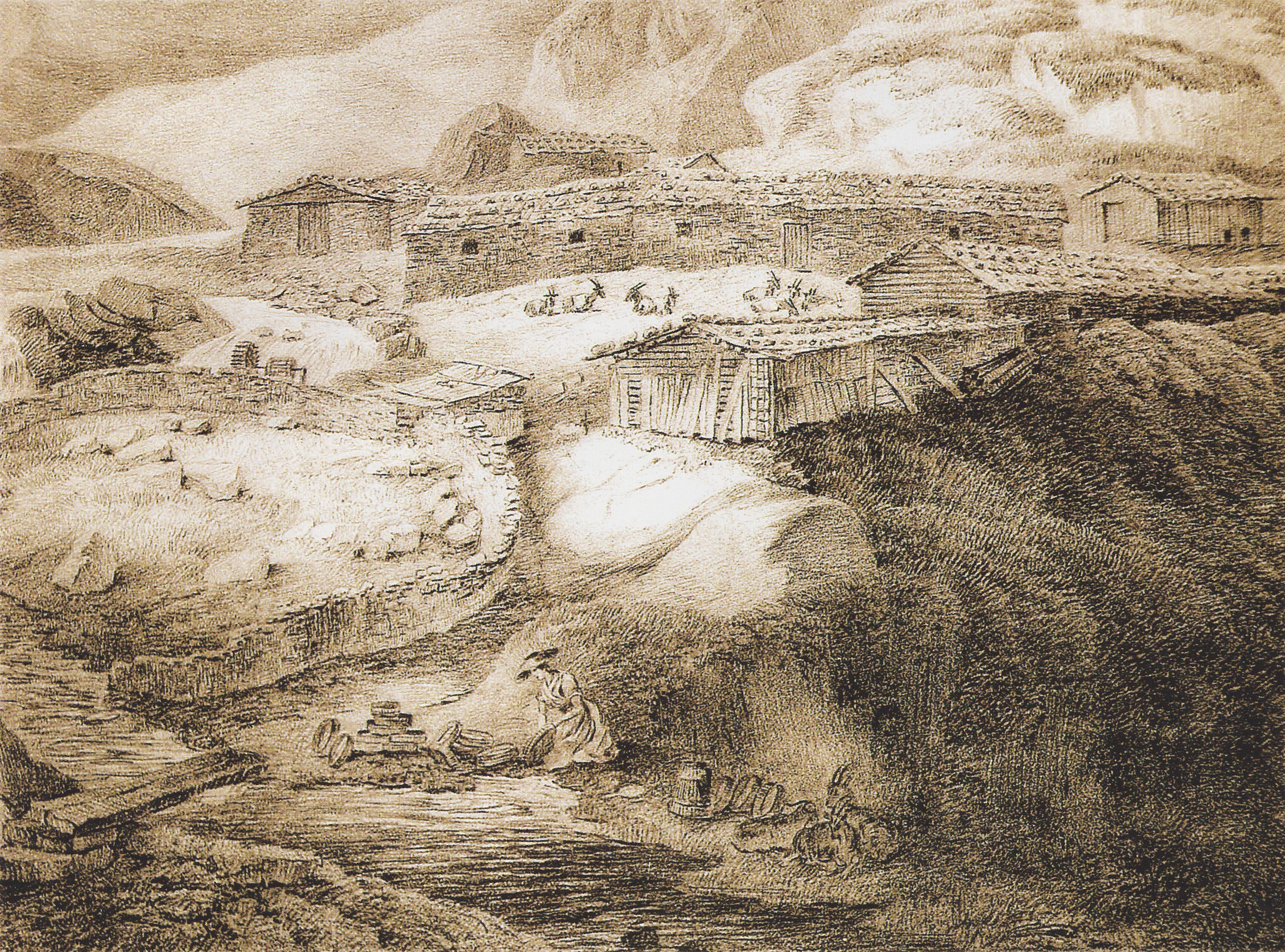
Ignaz Hofer: Ausschnitt aus Die Giglach-Alpe (1829)

 Im Bereich des Nordufers befand sich ein Kupferbergwerk, wie in den Karten der Josephinischen Landesaufnahme ersichtlich. Die Alpenhäuser talauswärts am Giglachbach dienten als Unterkünfte für die zahlreichen Bergknappen. Heute erinnert das Knappenkreuz an der Wegetappe vom Obertal zu den Giglachseen an den Bergsegen vergangener Zeiten. Die Seen trugen in dieser Epoche den Namen Gigler Seen. Die mittlerweile verfallene Giglachalm lag auf 1856 m ü. A. am Bachlauf und wurde erstmals 1418 als Albm Gugler in einem Schiedsspruch des Klosters St. Peter erwähnt. Der „Waldtomus“ von 1760 verzeichnete einen Weidebestand von 96 Rindern.

## Aufstieg
Die Giglachseen sind von allen Seiten her erreichbar. Der schnellste Aufstieg erfolgt in gut einer Stunde vom Ende der Mautstraße auf der Ursprungalm (1604 m). Von Hopfriesen im Obertal (1062 m) führt der so genannte Knappenweg in 2½–3 Stunden zu den Seen. Weitere Ausgangspunkte sind die Eschachalm (1215 m) (über den Duisitzkarsee 2½–3 Stunden), Hinterweißpriach (3½ Stunden), der Radstädter Tauern (4 Stunden) und die Hochwurzen (1850 m, über den Schladminger Höhenweg 5 Stunden). Außerdem bildet die Auffahrt von der Ursprungalm eine beliebte Mountainbike-Strecke.